# Takács Bence
Takács Bence Ervin (Budapest, 1981. július 24.) Ki viszi át a szerelmet-díjas magyar előadóművész-műsorvezető, tanár, kommunikációs szakember. Az EchoTV, a Lánchíd Rádió, a Katolikus Rádió, az MTVA (M1, M5), a TV2 (Tények és Mokka), majd a Hír TV műsorvezetője volt . 2019-2022 között - eddig egyedüliként - MMA ösztöndíjas versmondó-, előadóművész. A Mondj Te is egy verset kezdeményezés alapítója, valamint a Magyar Versmondók Egyesülete alelnöke. A Nemzeti Média- és Hírközlési Hatóság és a Puskás Ferenc Labdarúgó Akadémia egykori kommunikációs igazgatója. 2024. áprilisától volt a Sándor-palota kommunikációs igazgatóhelyettese. Jelenleg is tanít a Károli Gáspár Református Egyetemen. Nős, két gyermek édesapja. 
Blog: csalad.hu/kategoria/apajegy-zet

## Tanulmányai
A budapesti József Attila Gimnáziumban érettségizett 1999-ben. A gimnáziumi évek alatt lett tagja, később Örökös tagja a Latinovits Zoltán Diákszínpadnak, ahol Tamási Áron több darabjában, Shakespeare és Lope de Vega darabjaiban is játszott. Ezért is készült színművésznek. Végül a Nemzeti Színiakadémia befejezése helyett a Semmelweis Egyetem, Testnevelési és Sporttudományi Karán diplomázott, majd a Semmelweis Egyetemen – 2014-től újra Testnevelési Egyetem – lett PhD (doktorandusz) hallgató. Kutatási területe a fiatalok szabadidős tevékenységén belül a fizikai aktivitás és a médiafogyasztás közötti összefüggések vizsgálata. 2006-ban megszerezte a hivatalos előadóművészi végzettséget, mint Vers- és prózamondó. 8 évig volt a Csepel SC igazolt versenyzője, többszörös magyar bajnok evezős. 

## Munkássága
Az EchoTV (2008-2012), a Hegyvidék TV (2007-2009), az MTVA (2012-2018), a Lánchíd és a Katolikus Rádió szerkesztő-műsorvezetője, kiemelt műsorvezetője, bemondója volt. A V4 Central magazin főszerkesztője, a Puskás Akadémia volt kommunikációs igazgatói posztját is betöltötte.
2019-től a TV2 munkatársa, a Mokka műsorvezetője valamint 2020-tól a TV2 Tények műsorvezetője volt. 2021. július 1-jétől a Hír TV híradó műsorvezetője. 2023. január 1-jétől a Nemzeti Média- és Hírközlési Hatóság kommunikációs igazgatója. 2019-2022 között a Magyar Művészeti Akadémia ösztöndíjas versmondó-előadóművésze (színházművészet).
Rádiós múlttal (szerkesztő-bemondó) került a televíziós szakmába, ahol szerkesztő-műsorvezetőként (pl. Tárlatvezetés) dolgozott. Az M1 Híradójának egyik műsorvezetője volt. Az M5 csatorna Miért?, Kulturális Híradó és az Esti kérdés című műsorának műsorvezetője volt. 
Tanít a Károli Gáspár Református Egyetemen és Metropolitan Egyetemen, főbb tárgyai: médiagazdaságtan, hatékony kommunikáció, beszédművelés, PR, kommunikáció, rádiós-tévés újságírás. Osztályfőnök és tanár a TV2 Akadémián.
Az Új Társadalom Szalon házigazdája, és kuratóriumi tagja. A Bánffy György Kulturális Egyesület elnöke.
A Magyar Versmondók Egyesületének alelnöke (http://www.atv.hu/belfold/20200630-lutter-imre-lett-a-magyar-versmondok-egyesulete-elnokenek/hirkereso). 
A Mondj Te is egy verset Kulturális Egyesület alapító-elnöke.  
A Squasholunk.hu SE alapítója.
Saját könyvek: Otthontalanul, hazátlanul. Kairosz Kiadó. 2019-ben jelent meg a Nap Kiadó gondozásában a Trimeszterológia című könyve (ajánló: programguru.hu/akit-legjobban-varunk/) Archiválva 2019. július 17-i dátummal a Wayback Machine-ben.

## Díjak
- TF-bronz emlékérem
- Hűséggel a Hazáért díj
- Kazinczy-emlékérem[4]
- Versünnep 2019 Különdíj
- Ki viszi át a szerelmet-díj [7]

## Önálló előadóestek
- A  magyar  történelem  versekben
- Magyarország oltalma Ferencz Évával
- A három hang - Szakcsi Lakatos Bélával és Kathy-Horváth Lajossal[4]
- Kányádi Sándor est, Incze Ildikó és Lázár Anna
- Borban fürdetett gondolataink, Eliza Bliss
- Hangok és Szavak, AG Weinberger-rel, RS9 Színház
- Vers pingpong - Improvizatív társas pódiumi est Lutter Imrével és az Első Magyar Versszínházzal

## Videók
Jótékonysági est, Székesfehérvár www.youtube.com/watch?v=3Iz6kHlc-VU 
Előadóest Szakcsi Lakatos Bélával www.youtube.com/watch?time_continue=2&v=TlSCu0DaFCY&feature=emb_logo
Versünnep 2019 www.youtube.com/watch?v=udzGlXfhYkA
Ciszterencia www.youtube.com/watch?v=V8EgBkqjLVs&t=627s
Boldogasszony kiállítás www.youtube.com/watch?v=C9q5VA5KUKE
MMA Irodalmi Gála www.youtube.com/watch?v=AV8UJvXQuWQ
https://tv2play.hu/celebszemle/csodalatos_verssel_nyugozte_le_rajongoit_a_tenyek_musorvezetoje